# Prejuízo
Prejuízo financeiro ocorre quando alguém ou alguma instituição gasta mais do que arrecada.
Em contabilidade, o prejuízo é o oposto do lucro. Ambos são saldos na conta denominada "resultados" ou "lucros e perdas" , que podem ocorrer ao final do exercício (em geral, um período de doze meses). Para fins de informação dos usuários da contabilidade, as grandes corporações são obrigadas a publicar periodicamente uma "demonstração de resultados" (uma das "demonstrações financeiras"), "balanço de resultado econômico" ou "demonstrativo de lucros e perdas", nas quais são decompostas analiticamente as partes componentes que resultaram no lucro ou prejuízo do exercício.
Outro demonstrativo, o de lucros ou prejuízos acumulados, informa o saldo acumulado resultante da soma algébrica dos resultados dos exercícios passados.